# Bursera filicifolia
Bursera filicifolia är en tvåhjärtbladig växtart som beskrevs av T. S. Brandegee. Bursera filicifolia ingår i släktet Bursera och familjen Burseraceae. Inga underarter finns listade i Catalogue of Life.